# Lövbergsängen Sidsjö
Lövbergsängen Sidsjö este o arie protejată (arie specială de conservare — SAC, sit de importanță comunitară — SCI) din Suedia întinsă pe o suprafață de 0,57 ha, integral pe uscat.

## Localizare
Centrul sitului Lövbergsängen Sidsjö este situat la coordonatele 62°43′20″N 15°08′12″E / 62.7222°N 15.1368°E.

## Înființare
Situl Lövbergsängen Sidsjö a fost declarat sit de importanță comunitară în mai 2006 pentru a proteja 1 specie de animale. Situl a fost protejat și ca arie specială de conservare în ianuarie 2014.

## Biodiversitate
Situată în ecoregiunea boreală, aria protejată conține 2 habitate naturale: Pajiști cu Molinia pe soluri calcaroase, turboase sau argilos-nămoloase (Molinion caeruleae), Fânețe montane.
La baza desemnării sitului se află o specie protejată de  nevertebrate: Lycaena helle.